# Joseph Gaer
Joseph Gaer (născut Iozef Fișman; n. 16 martie 1897, Edineț, Imperiul Rus – d. 7 decembrie 1969) a fost un evreu basarabean, profesor, lector universitar, scriitor și publicist american.

## Biografie
S-a născut în târgul Edineț (acum oraș și centru raional din Republica Moldova) din ținutul Hotin, gubernia Basarabia a Imperiului Rus. În 1917 a emigrat în Statele Unite, unde a studiat, precum și în Canada.
În 1930 a devenit lector la Universitatea California din Berkeley (a predat acolo până în 1935), până când a început să lucreze într-o serie de funcții pentru guvernul federal: mai întâi, ca editor și supraveghetor pentru „Proiectul Scriitorilor Federali” (Federal Writers' Project) până în 1935, apoi ca consultant pentru Administrația pentru Securitatea Fermei (Farm Security Administration) până în 1941 și apoi ca asistent special pentru secretarul Trezoreriei.
A fost, de asemenea, asistent al directorului de cercetare, J. Raymond Walsh, al Congresului Organizațiilor Industriale (CIO) din SUA, o federație a sindicatelor industriale. În 1943, s-a alăturat CIO-PAC, primul comitet de acțiune politică din Statele Unite.
În ediția din 9 iunie 1945 a ziarului Daily Worker a fost descris drept „un maestru al pamfletului”.
În 1945 a fondat Pamphlet Press, devenind directorul revistei. În 1946, a devenit președinte al Boni & Gaer, o companie de editare, care a existat până în 1949. Autorii Boni & Gaer au inclus: George Seldes, Michael Sayers, Carl Van Doren, Hewlett Johnson, Warren Weaver, Richard Sasuly, Victor Heine Bernstein, Milton Crane, Justin Grey, Eugene Weinstock, Gordon Kahn și I.F. Stone.
În iunie 1953, Subcomitetul pentru Securitate Internă al Senatului american l-a citat pe Gaer (printre alții) ca fost oficial al Trezoreriei ca parte a eforturilor sale de a investiga relația dintre dezertorul sovietic Igor Gouzenko și oficialul superior al departamentului Trezoreriei americane, Harry Dexter White. 
A decedat la 7 decembrie 1969, la vârsta de 71 de ani.

## Lucrări
Cărți
- The Legend called Meryon („Legenda numită Meryon”, 1928)
- How the Great Religions Began („Cum au început marile religii”, 1929)
- Our Jewish Heritage („Moștenirea noastră evreiască”, 1957)

Pamflete
- People's plan for reconversion („Planul de reconversie a oamenilor”, 1944)[12]
- When a worker needs a friend („Când un muncitor are nevoie de un prieten”, 1944)[13]
- Bretton Woods is no mystery („Bretton Woods nu este un mister”, 1945)[14]
- Answer is full employment („Răspunsul este angajarea deplină”, 1945)[15]
- People's program for 1946 („Programul pentru 1946 al poporului”, 1946)[16]
- Remember in November („Amintiți-vă în noiembrie”, 1946)[17]